# Honda Manufacturing of Indiana
Die Honda Manufacturing of Indiana, LLC, intern abgekürzt HMIN, ist eine Tochtergesellschaft Hondas mit Unternehmenssitz in Greensburg, Indiana für die Montage von Automobilen. Gegründet am 19. März 2007 zum 25. Jubiläum der eigenen Automobilproduktion in den USA, siehe dazu den entsprechenden Artikel über die Honda of America Mfg., werden hier derzeit rund 1.000 Arbeitnehmer beschäftigt. Die Arbeit im Werk wurde am 9. Oktober 2008 aufgenommen.
Die derzeitige Produktlinie des Werkes umfasst den Honda Civic als Stufenhecklimousine wie auch dessen GX-Variante, welche Erdgas als Kraftstoff verwendet. Diese Version wird in den USA bereits seit dem Jahr 1998 angeboten und ist mit den neuen umweltfreundlicheren Denken der Kunden zu einem Aushängeschild der japanischen Marke geworden. Die jährliche Kapazität des Werkes liegt bei 85.700 Einheiten.
Bezüglich des Beziehen von Ökostroms, wie auch das Nutzen von Holz aus dem naheliegenden Forest Stewardship Council zum Beheizen der Halle, erhielt das Werk eine Auszeichnung des Green Building Certification Institutes. Nach zweijähriger Produktionszeit erhielt die HMIN als zweite Auszeichnung die LEED certification, welche auf das erfolgreiche Anwenden verschiedener Recycling-Technologien begründet ist.

## Modellübersicht

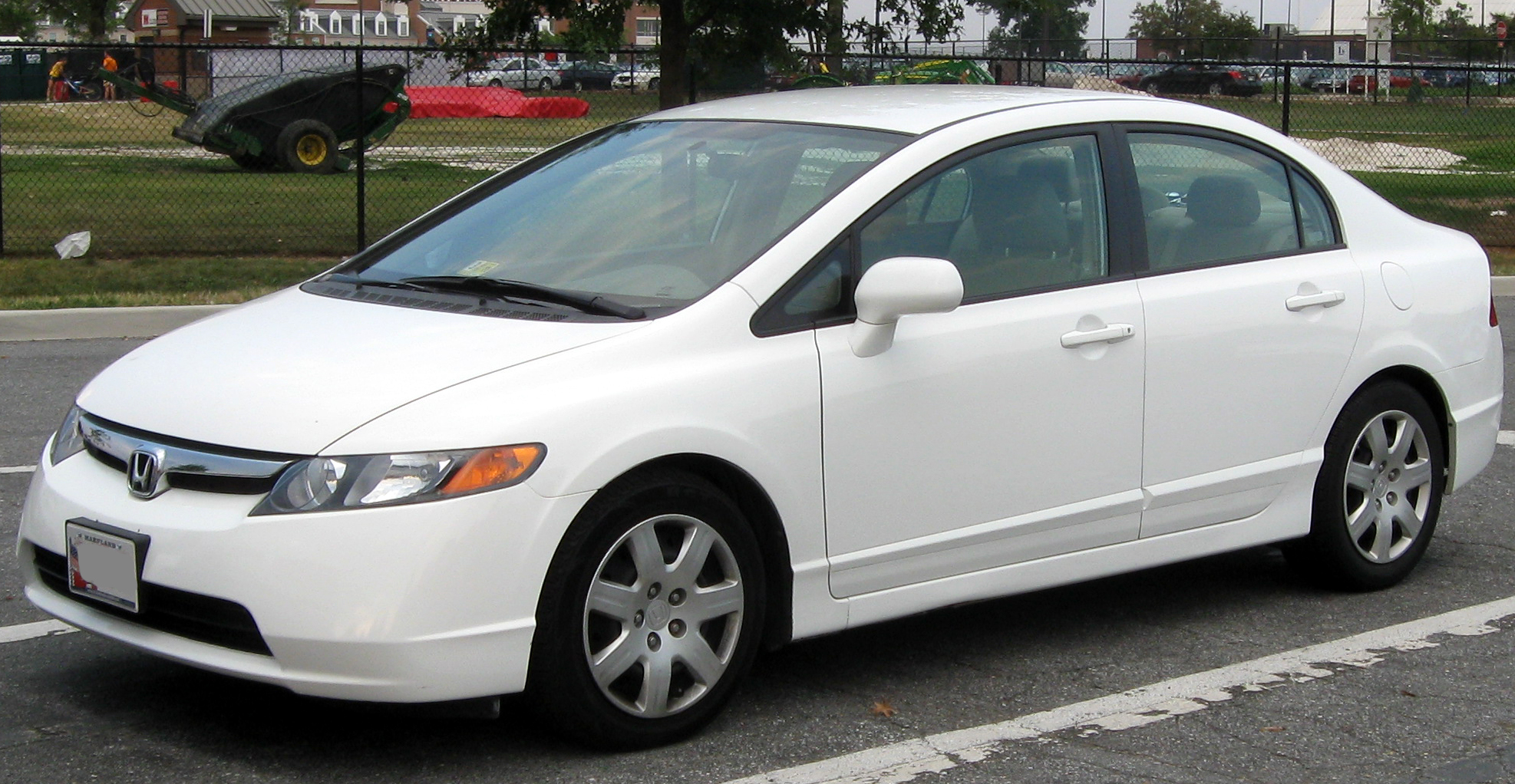
Typ FA1F Honda Civic seit 2008
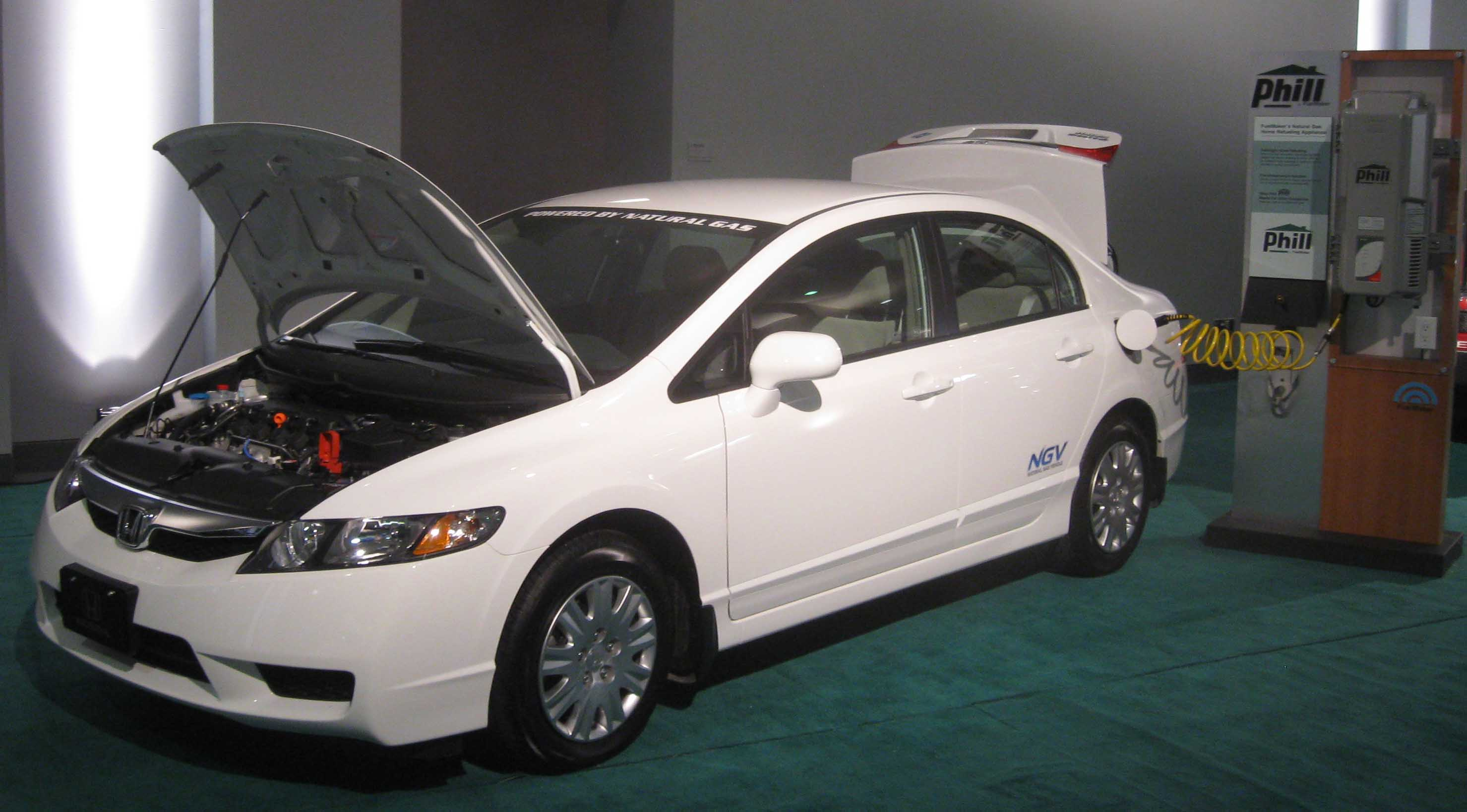
Typ FB5F Honda Civic GX 2009 bis 2011 Honda Civic Natural Gas seit 2011

Innerhalb der Fahrzeug-Identifikationsnummer verwendet das Unternehmen den Welt-Herstellercode 19X sowie den Werkscode E an elfter Position.